# Paul F. Braim
Paul Francis Braim (* 31. Mai 1926 in Pennsylvania; † 25. August 2001 ebenda) war ein US-amerikanischer Oberst (englisch Colonel), Militärhistoriker und Militärschriftsteller.

## Leben
Braim kämpfte in der United States Army im Zweiten Weltkrieg, im Koreakrieg sowie im Vietnamkrieg. Als hochdekorierter Offizier wechselte er als Hochschullehrer (associate professor) an die United States Military Academy (USMA) von 1970 bis 1983 und lehrte zudem am United States Army War College (USAWC) von 1970 bis 1991. Braim war auch Professor emeritus der Embry-Riddle Aeronautical University (ERAU).
1983 verlieh ihm die University of Delaware den Ph.D. in Amerikanischer Geschichte.
Sein Grab befindet sich auf dem Nationalfriedhof Arlington.

## Werke (Auswahl)
- The Will to Win: The Life of General James A. Van Fleet, 1999.
- Military Heritage Of America (mit R. Ernest Dupuy, Trevor N. Dupuy), Band 1 u. 2, New York, 1966.